# Powiat de Lębork
Le powiat de Lębork (en polonais : powiat lęborski) est un powiat appartenant à la voïvodie de Poméranie dans le nord de la Pologne.

## Division administrative
Le powiat comprend 5 communes :

Carte du powiat

- 2 communes urbaines : Lębork et Łeba ;
- 3 communes rurales : Cewice, Nowa Wieś Lęborska et Wicko.